# Comarmondia
Comarmondia é um gênero de gastrópodes pertencente a família Clathurellidae.

## Espécie
- Comarmondia aequatorialis (Thiele, 1925)
- Comarmondia aethiopica (Thiele, 1925)
- Comarmondia gracilis (Montagu, 1803)
- Comarmondia inflex (Thiele, 1925)
- Comarmondia pamina (Thiele, 1925)
- Comarmondia paulula (Thiele, 1925)
- Comarmondia salaamensis (Thiele, 1925)
- Comarmondia suahelica (Thiele, 1925)
- Comarmondia suleica (Thiele, 1925)
- Comarmondia sultana (Thiele, 1925)
- Comarmondia ulla (Thiele, 1925)
- Comarmondia vana (Thiele, 1925)